# Põhja-Tallinn
Põhja-Tallinn è uno degli otto distretti amministrativi in cui è suddivisa la città di Tallinn, capitale dell'Estonia.
Si estende su un'area di 17,30 km², è il distretto più a nord, una sorta di promontorio nella Baia di Tallinn e confina, a sud-est, con quello di Kesklinn a sud, con quello di Kristiine e a sud-ovest con quello di Haabersti.
Ha una popolazione di 59 876 persone, secondo i dati al 1º agosto 2017. Gli estoni sono circa il 42%, mentre in questo quartiere è presente un'elevata concentrazione di abitanti russi, circa il 48% del totale.

## Luoghi di interesse
È il distretto in cui si trova la stazione ferroviaria di Tallinn, la spiaggia di Pelguranna e le antiche case in legno ugro-finniche di Kalamaja.
All'interno del rione Kalamaja, nella via Telliskivi,è presente la popolare area di "Telliskivi Loomelinnak" ( In italiano Telliskivi città della creatività),luogo di incontro di giovani artisti e teatro di molti eventi,un'area in continua evoluzione ricavata da un ex-fabbrica di materiali elettrici in disuso e riqualificata negli ultimi 7 anni.
In passato l'intera area di "Põhja-Tallinn" veniva chiamata in gergo comune "Kopli" mentre ora è denominato soltanto il quartiere più in alto ad ovest,ad oggi il quartiere più popolare del distretto Põhja-Tallinn che come tutto l'intero distretto è oggetto di una riqualificazione urbana e di un mutamento profondo.

## Quartieri
Põhja è a sua volta suddivisa in 9 quartieri (in lingua estone: asum): Kalamaja, Karjamaa, Kelmiküla, Kopli, Merimetsa, Paljassaare, Pelgulinn, Pelguranna e Sitsi.

## Galleria d'immagini

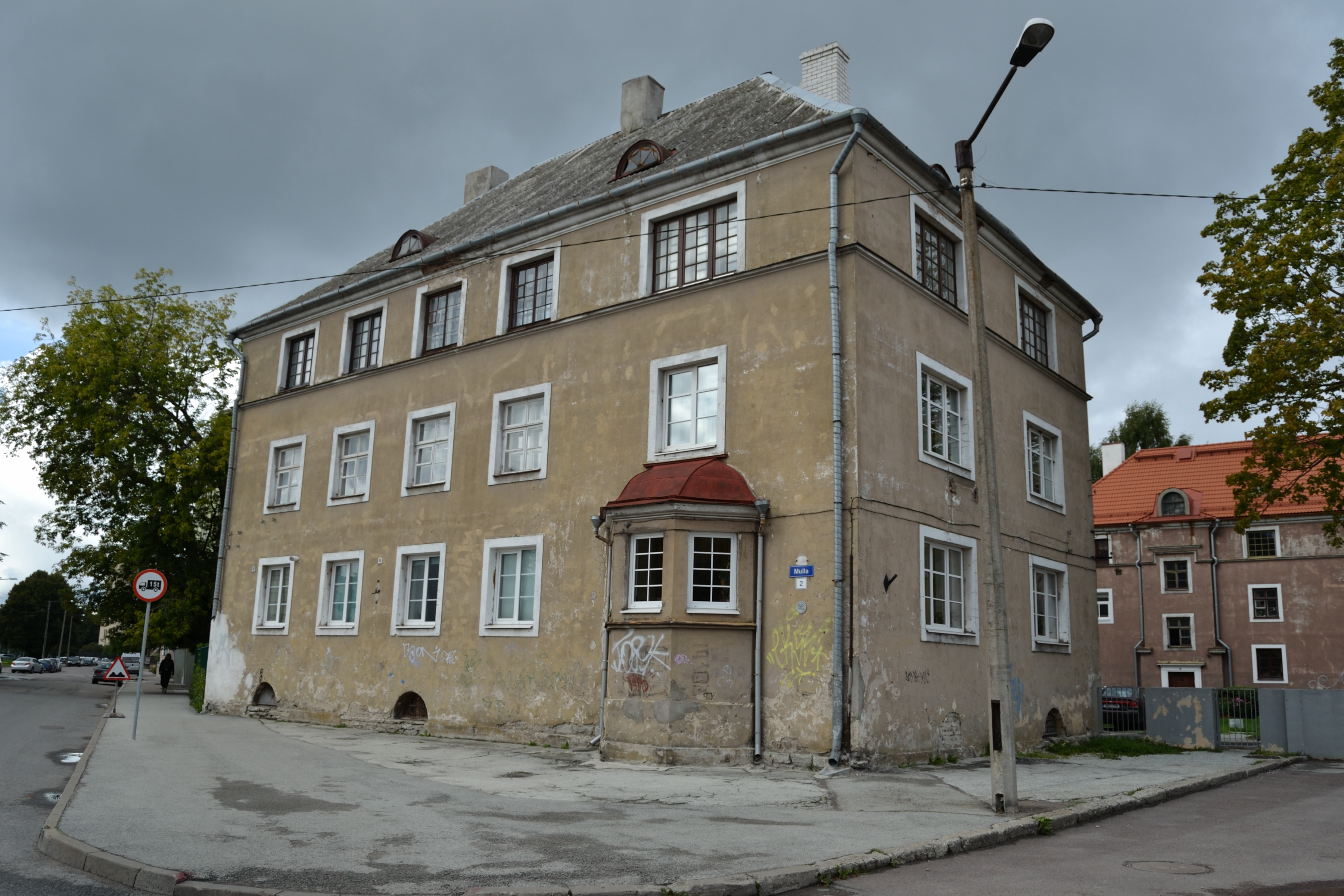
Elamu Mulla
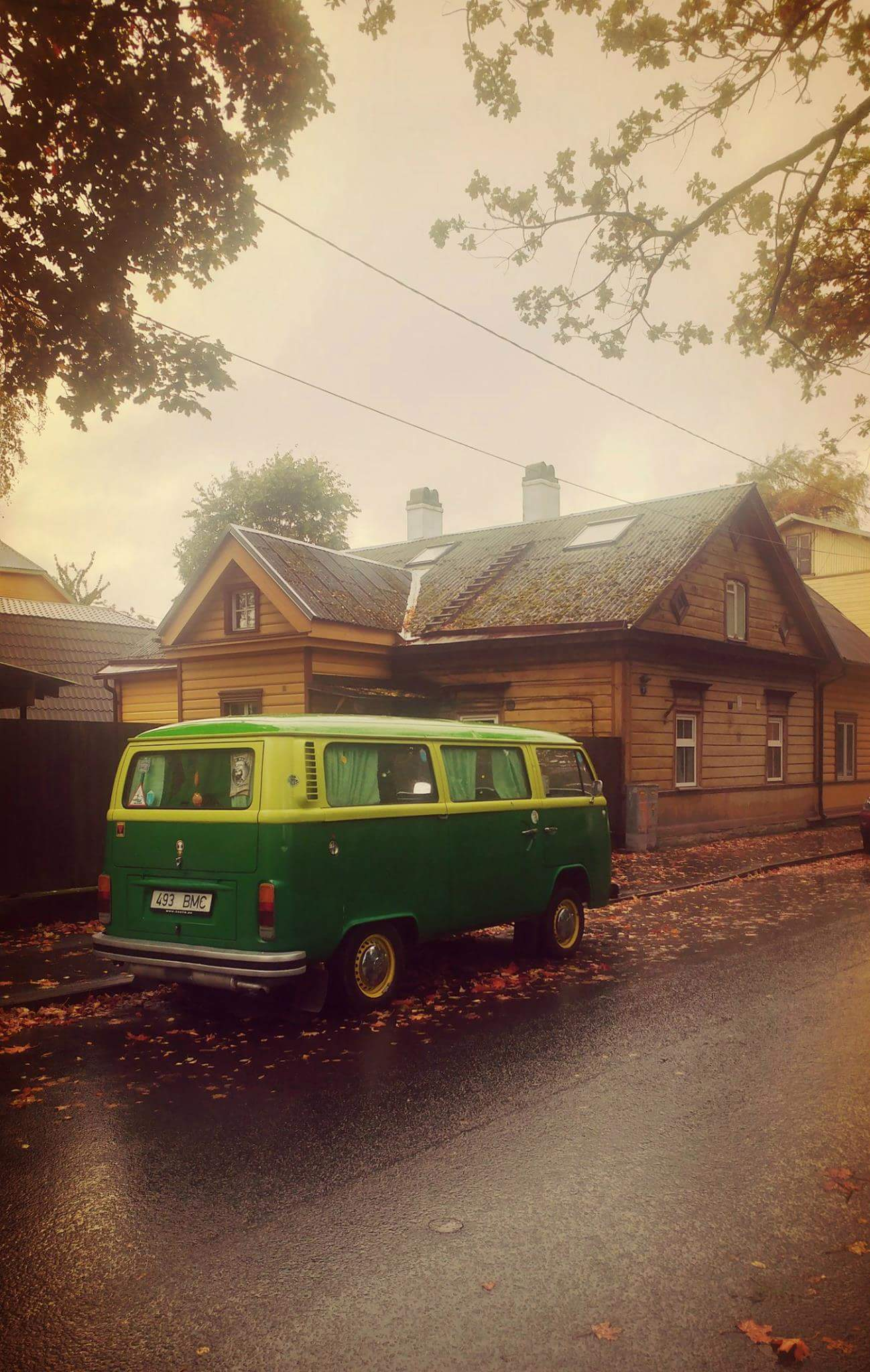
La strada Õle in autunno.
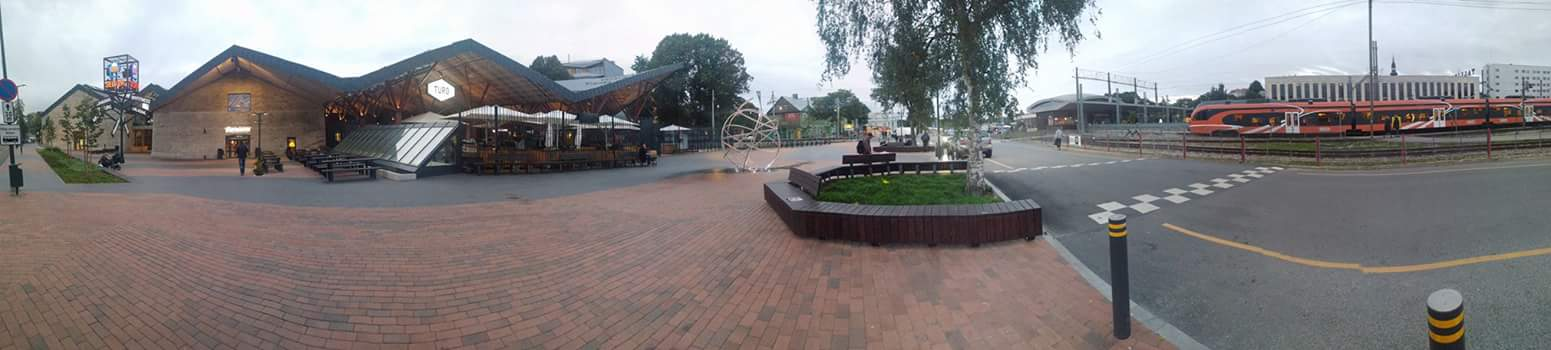
Balti Jaama Turg, mercato dietro la stazione recentemente ristrutturato.